# I Started a Joke
"I Started a Joke" é um single dos Bee Gees lançado em 1968. É uma das canções mais famosas da banda, sendo a segunda a entrar na lista das dez mais da Billboard, e a primeira a chegar em primeiro lugar na parada brasileira.
Naquele momento, a música fez parte da telenovela Beto Rockfeller (criação de Bráulio Pedroso), na extinta TV Tupi.

## Lista de faixas
Todas as canções escritas por Barry, Robin e Maurice Gibb, exceto onde indicado.
- Single mundial

1. "I Started a Joke" - 3:03
2. "Kilburn Towers" - 2:14

- Single francês de 1969

1. "I Started a Joke" - 3:07
2. "Swan Song" - 2:55

- Single sul-africano

1. "I Started a Joke" - 2:52
2. "When the Swallow Fly" - 2:22

- EP australiano

1. "Wine and Women" - 2:52
2. "Kilburn Towers" - 2:14
3. "In the Summer of His Years" - 3:05
4. "Such a Shame" (V. Melouney) - 2:28

## Desempenho nas paradas
| Parada (1969)                          | Melhor posição |
| -------------------------------------- | -------------- |
| Austrian Singles Chart                 | 16             |
| Netherlands Dutch Top 40 Singles Chart | 3              |
| Swiss Singles Chart                    | 5              |
| United States Billboard Hot 100        | 6              |
| New Zealand RIANZ Charts               | 1              |
| Australia Kent Music Report Charts     | 1              |
| Canadian RPM Singles Chart             | 1              |

## Outras versões
Em 1969, na mesma época do lançamento de I Started a Joke, o cantor Ronnie Von compôs uma versão intitulada Comecei Uma Brincadeira, esta versão está presente no álbum A Misteriosa Luta do Reino de Para Sempre contra O Império de Nuncamais, gravado por Ronnie Von e lançado pela gravadora Polydor em 1969. A letra da canção possui deveras semelhança com a letra original, enquanto, a melodia é igual. É a versão brasileira da música.
Em 1995, a canção foi regravada e lançada como single pelo grupo americano Faith No More. Foi tema da telenovela brasileira História de Amor, exibida no mesmo ano; além de ser, em 2012, trilha do filme brasileiro Totalmente Inocentes, protagonizado pelo humorista Fábio Porchat.
Uma versão obscura e sinistra da canção foi mixada pelo grupo Confidential MX (uk  /ˌkɒn·fɪˈden·ʃəl/ əm / eks), nomeada I started a joke - ConfidentialMX featuring Becky Hanson, feita sobre a versão da cantora Becky Hanson. Obscura porque introduz o bumbo e cordas como violinos num tom típico dos filmes de suspense; Sinistra porque edita a voz de Becky Hanson para parecer como num eco de corredor, típico dos filmes de terror. A mesma pode ser conferida no Youtube. Também é ouvida no primeiro trailer do filme Esquadrão Suicida, uma referência ao (Coringa) para o universo cinematográfico.
A canção também foi regravada pela dupla inglesa Pet Shop Boys e lançada como lado B do single Winner em 2012.